# Le Dauphin (film)
Pour plus de détails, voir Fiche technique et Distribution.
Le Dauphin (O Delfim) est un drame portugais réalisé par Fernando Lopes d'après le roman de José Cardoso Pires (1968), sorti en 2002.

## Synopsis
Portugal, fin des années 1960. Tomás da Palma Bravo, « le Dauphin », est un riche propriétaire menant une vie oisive. Il chasse les animaux et les femmes. Un crime est bientôt commis, et le Dauphin semble avoir disparu.

## Fiche technique
- Réalisation : Fernando Lopes
- Production : Paulo Branco
- Scénario : Fernando Lopes d'après le roman de José Cardoso Pires
- Photographie : Eduardo Serra
- Montage : Jacques Witta
- Pays d'origine :  Portugal
- Durée : 85 minutes
- Dates de sortie : 
  - Portugal : 19 avril 2002
  - France : 15 janvier 2003

## Distribution
- Rogério Samora : Tomás da Palma Bravo
- Alexandra Lencastre : Maria das Mercês
- Rui Morisson : chasseur / narrateur
- Isabel Ruth : Aninhas
- Milton Lopes : Domingos
- Laura Soveral